# Drei Schwestern aus Montana
Drei Schwestern aus Montana (Originaltitel: The Sisters) ist ein US-amerikanisches Melodram von Anatole Litvak aus dem Jahr 1938 mit Errol Flynn und Bette Davis in den Hauptrollen. Als literarische Vorlage diente der Roman The Sisters von Myron Brinig.

## Handlung
Im Jahr 1904 sind in einer Kleinstadt in Montana die drei Schwestern Louise, Helen und Grace Elliott bestrebt, jeweils einen gut situierten Mann zu heiraten. Vor allem Helen, die Hübscheste der drei, sehnt sich nach einem mondänen Leben an der Seite eines vermögenden Mannes. Auf einem Ball anlässlich der Präsidentschaftswahl lernt Louise, die Älteste, den aus San Francisco stammenden Sportreporter Frank Medlin kennen. Für beide ist es Liebe auf den ersten Blick und nur wenige Tage später verkünden sie überraschend ihre Hochzeitspläne. Gegen den Willen ihrer Eltern zieht Louise als Franks Ehefrau nach San Francisco. Ihre beiden Schwestern heiraten ebenfalls. Während Grace in Tom Knivel einen passenden Partner findet und ihm einen Sohn schenkt, entscheidet sich Helen für den älteren, jedoch sehr reichen Sam Johnson, den sie zwar nicht liebt, der aber bereit ist, ihr alle Wünsche zu erfüllen. 
Louise und Frank lieben sich sehr, doch Franks berufliche Misserfolge belasten zunehmend ihre Ehe. Als Reporter verdient er nur wenig Geld und der Roman, den er schon immer schreiben wollte, wird nicht fertig. Er beginnt aus Frust zu trinken, will aber damit wieder aufhören, als Louise ein Kind erwartet. Nach einem Boxkampf, über den Frank einen Bericht schreiben soll, will er Louise, die ihn begleitet hat, nach Hause bringen. Louise besteht jedoch darauf, dass er seinen Job erledigt, und geht allein. Auf dem Weg zu ihrem Apartment bricht Louise plötzlich zusammen und erleidet eine Fehlgeburt. Frank ist am Boden zerstört und gibt sich die Schuld an dem Unglück. Er beginnt erneut zu trinken.
Angesichts zahlreicher unbezahlter Rechnungen und der Einsicht, dass er nicht einmal genug Geld hat, um Louise ein Weihnachtsgeschenk zu kaufen, geht Frank zu seinem Chef, um mehr Gehalt zu verlangen. Doch sein Chef entlässt ihn, da ihm Frank zu viel trinkt und seine Arbeit darunter leidet. Als Louise ihre finanzielle Situation aufbessern und eine Arbeit im Warenhaus von William Benson annehmen möchte, plagen Frank umso mehr Gewissensbisse, seiner Frau nicht das Leben bieten zu können, das sie verdient. Aus verletztem Stolz verbietet er ihr, die Stelle anzunehmen, und sie geraten in Streit. Daraufhin zieht Frank davon und betrinkt sich.  
Während er nach einigen Monaten immer noch keinen neuen Job gefunden hat, blüht Louise in ihrer Arbeit als Sekretärin auf. Aus Scham und Schuldgefühlen will Frank San Francisco verlassen. Er heuert auf einem Schiff an und segelt noch in derselben Nacht als einfacher Matrose davon. Tags darauf wird San Francisco von einem heftigen Erdbeben heimgesucht und auch Louises Apartment wird von der Naturgewalt zerstört. Louise selbst kann sich mit ihrer Freundin Flora nach Oakland retten, wo sie von Floras Mutter aufgenommen werden. Als Frank per Funkspruch von der Katastrophe erfährt, will er sofort umkehren, doch der Kapitän seines Schiffs weigert sich, den Kurs zu wechseln. 
Nach zwei Jahren ist San Francisco fast komplett wieder aufgebaut und Louise arbeitet wieder für William Benson. Als sie von ihrer Schwester Grace erfährt, dass diese von ihrem Mann Tom betrogen wurde, reist Louise in ihre Heimatstadt in Montana. Auch Helen trifft ein, um Grace beizustehen. Letztlich kann Louise Grace überzeugen, Tom noch einmal eine Chance zu geben. Unterdessen kommt Frank im Hafen von San Francisco an. Als er erfährt, dass sich Louise in Montana aufhält, reist er ihr nach. Anlässlich der Präsidentschaftswahl im Jahr 1908 findet dort erneut ein Ball statt. Als sich Frank und Louise wiedersehen, fallen sie sich glücklich in die Arme und entschließen sich, es noch einmal miteinander zu versuchen.

## Hintergrund
Nachdem Errol Flynn mit Abenteuerfilmen wie Unter Piratenflagge (1935) und Robin Hood, König der Vagabunden (1938) zum umjubelten Hollywood-Star aufgestiegen war, versuchte er sich mit Drei Schwestern aus Montana erstmals an einer ernsten Rolle. Ein Jahr später stand er mit Bette Davis für den Historienfilm Günstling einer Königin (1939) erneut gemeinsam vor der Kamera.
Drei Schwestern aus Montana wurde am 14. Oktober 1938 in den Vereinigten Staaten uraufgeführt. In Deutschland wurde das Melodram erstmals am 9. November 1963 im Fernsehen gezeigt.

## Kritiken
Das Lexikon des internationalen Films bezeichnete Drei Schwestern aus Montana als „[s]entimentales Hollywood-Drama mit Starbesetzung“. Auch Prisma sprach von einem starbesetzten Melodram, in dem jedoch „Bette Davis als eine zwischen Selbst- und Pflichtbewusstsein, Ehe, Ehre und Liebe hin- und hergerissene Frau brilliert“. Der „als strahlender Held des Abenteuerkinos“ bekannte Errol Flynn habe wiederum ein „eindrucksvolles Debüt als Darsteller in einer tragischen Rolle“ geboten.
Variety zufolge habe Bette Davis „eine ihrer glänzendsten Vorstellungen“ abgeliefert. Errol Flynn sei „eine lebhafte Darstellung“ eines Reporters gelungen, „auch wenn sein leichter englischer Akzent fehl am Platz wirkt“. Auch Anita Louise und Jane Bryan seien in ihren Rollen überzeugend.

## Deutsche Fassung
Die deutsche Synchronfassung entstand 1963 im Bavaria Atelier in München im Auftrag der ARD.
| Rolle                 | Darsteller       | Synchronsprecher    |
| --------------------- | ---------------- | ------------------- |
| Frank Medlin          | Errol Flynn      | Harald Leipnitz     |
| Louise Elliott Medlin | Bette Davis      | Margot Leonard      |
| Helen Elliott Johnson | Anita Louise     | Ursula Herwig       |
| William Benson        | Ian Hunter       | Thomas Reiner       |
| Tim Hazelton          | Donald Crisp     | Wolfgang Eichberger |
| Rose Elliott          | Beulah Bondi     | Franziska Liebing   |
| Grace Elliott Knivel  | Jane Bryan       | Helga Trümper       |
| Sam Johnson           | Alan Hale Sr.    | Wolf Ackva          |
| Tom Knivel            | Dick Foran       | Niels Clausnitzer   |
| Ned Elliott           | Henry Travers    | Klaus W. Krause     |
| Norman French         | Patric Knowles   | Kurt E. Ludwig      |
| Flora Gibbon          | Lee Patrick      | Eva Pflug           |
| Floras Mutter         | Laura Hope Crews | Alice Franz         |
| Doc Moore             | Harry Davenport  | Werner Heyking      |
| Laura Bennett         | Ruth Garland     | Maria Landrock      |
| Caleb Ammon           | Paul Harvey      | Erik Jelde          |
| Tom Selig             | Arthur Hoyt      | Leo Bardischewski   |
| Erzähler              | –                | Reinhard Glemnitz   |